# Hutschenschleuderer
Hutschenschleuderer ist ein österreichischer Begriff aus dem Raum Wien. Damit wurde in den zwei vergangenen Jahrhunderten ein junger Mann bezeichnet, der als Assistent bei einem Schaukel-, insbesondere Schiffschaukelbetrieb beschäftigt war.

## Aufgaben
Diese Fahrgeschäfte wurden auf Jahrmärkten, Kirmessen bzw. Rummel aufgebaut – wobei der Hutschenschleuderer in der Regel auch half – oder standen andauernd zur Verfügung wie im Wiener Wurstelprater. Er löste und stellte die Bremsen fest und half bei Bedarf den Gästen, vor allem leichteren Kindern und weniger sportlichen älteren Menschen, vom Tiefpunkt etwas weg ins Schwingen zu kommen. Also schob er die Hutsche (Schaukel) zunächst etwas an bzw. „schleuderte“ sie danach noch ansatzweise von der Seite her. Oft handelte es sich um Heranwachsende und/oder Arbeitslose, die unabhängig waren und mit der mobilen Schaukel und dem Chef bzw. der Schaustellerfamilie mit Lastwagen und Treckern in der warmen Saison durchs Land reisen konnten.